# Gerald Abramovitz
Gerald Abramovitz (5 de noviembre de 1928-16 de junio de 2011) fue un arquitecto y diseñador de muebles sudafricano. Estudió arquitectura en la Universidad de Pretoria y diseño en la Royal College of Art de Londres.
Su trabajo forma parte de las colecciones permanentes de varios museos, incluyendo el Museo de Arte Moderno de Nueva York.
Murió a los 82 años, el 16 de junio de 2011, a causa de las heridas sufridas en un asalto violento el mes anterior.